# Довганюк, Вадим Владимирович
Вади́м Влади́мирович Довганю́к (укр. Вадим Володимирович Довганюк; род. 15 января 1987, Волочиск, Хмельницкая область, Украина) — украинский пауэрлифтер в весовой категории 105 кг. Вадим является 11-кратным чемпионом мира по пауэрлифтингу, чемпион Всемирных Игр 2013 по пауэрлифтингу. Личные рекорды: приседания — 410 кг, жим лёжа — 335,5 кг, становая тяга — 325 кг и в сумме — 1050,5 кг.

## Биография
Вадим родился 15 января 1987 года в г. Волочиск, Хмельницкая область, УССР. В 2004 году окончил Волочискую ООШ 1-3 ст., № 5. В 2011 году окончил Каменец-Подольский национальный университет имени Ивана Огиенко по специальности — физическая культура и спорт.
Вадим начал заниматься пауэрлифтингом в 15 лет, в небольшом спортзале, который принадлежит Волочискому машиностроительному заводу АО «Мотор Сич». Благодаря АО «МоторСич», в 2004 году, Вадим поехал на первый Чемпионат который проходил в г. Претория (ЮАР) и первый раз стал Чемпионом Мира. После этих соревнований было ещё 10 чемпионатов мира, на которых Вадим стоял на высшей ступеньке пьедестала. В 17 лет выполнил норматив мастера спорта Украины. В 19 лет выполнил норматив мастера спорта Украины международного класса. В 2011 году был в основном составе сборной команды Украины. В 2012 году на чемпионате мира в Пуэрто-Рико получил лицензию на участие в наиболее квалифицированных соревнованиях по пауэрлифтингу — Всемирных играх, которые проходили в Колумбии в 2013 году. На них Вадим стал Чемпионом и установил 2 рекорда мира по жиму лежа. После этой победы в 2013 году получил высшее спортивное звание — «Заслуженный мастер спорта Украины» и государственную награду орден за заслуги III степени.

## Личная жизнь
В 2008 году женился на Инне Николаевне Довганюк. В 2009 году у них родился сын Иван.